# 南斯嶺
84°23′S 65°36′W / 84.383°S 65.600°W
南斯嶺（英語：Nance Ridge）是南極洲的山嶺，位於伊莉莎白女王地，屬於彭薩科拉山脈中帕圖克森特山脈的一部分，美國地質調查局根據測量和該國海軍的空中照片繪入地圖，現時由南極條約體系管理。